# Saint-Vallier (Drôme)
 Saint-Vallier  es una población y comuna francesa, en la región de Ródano-Alpes, departamento de Drôme, en el distrito de Valence y cantón de Saint-Vallier.

## Geografía
La ciudad se encuentra a lo largo del Ródano, a unos 30 km al norte de Valence.

## Demografía
| 4124 | 4927 | 5137 | 4442 | 4115 | 4154 |
| Para los censos de 1962 a 1999 la población legal corresponde a la población sin duplicidades (Fuente: INSEE [Consultar]) |      |      |      |      |      |